# Herman Weaver
William Herman Weaver, detto Thunderfoot (Villa Rica, 17 novembre 1948), è un giocatore di football americano statunitense che ha militato nel ruolo di punter nella National Football League (NFL).

## Biografia
Weaver giocò per undici stagioni nella National Football League dal 1970 al 1980. Le prime sette le trascorse con i Detroit Lions mentre le ultime quattro con i Seattle Seahawks. Nel corso della sua carriera calciò 693 punt per 27.897 yard. Nel 1975 fu nominato punter dell'anno della NFC nel 1988 The Sporting News lo definì “uno dei migliori venti punter di tutti i tempi”. Weaver condivide il record NFL per il maggior numero di punt bloccati in carriera, 14.

### "Thunderfoot"
Mentre i Detroit Lions stavano preparando la loro gara del Monday Night Football, Weaver calciò un punt. Howard Cosell stava osservando l'allenamento e nel punto di massima salita del calcio, un fulmine esplose in cielo. La sera successiva durante la telecronaca del Monday Night Football, Cosell si riferì a Weaver come "Thunderfoot".